# Crkva Silaska Duha Svetoga u Vinkovcima
Crkva silaska Duha Svetoga u Vinkovcima u Hrvatskoj je pravoslavna crkva, u sastavu Osječkopoljske i baranjske eparhije Srpske pravoslavne crkve, a koja je posvećena blagdanu Silaska Duha Svetoga. Uz crkvu u Markušici, vinkovačka pravoslavna crkva druga je crkva pod patronatom Eparhije osječkopoljske i baranjske koja je posvećena tome blagdanu.

## Povijest
Originalna crkva silaska Duha Svetoga, koja je bila izgrađena 1793. godine, do temelja je uništena 1991. godine za vrijeme Domovinskog rata. Nova crkva, koja je identična staroj, ponovno je izgrađena na istom mjestu u razdoblju od 2007. do 2012.